# Dinslaken
Dinslaken er en industriby i Tyskland i delstaten Nordrhein-Westfalen med cirka 70.000 indbyggere. Byen ligger ved floden Emscher i kreisen Wesel nordvest i Ruhrområdet, cirka 15 km nord for Duisburg.
Byens samlede areal er cirka 48 kvadratkilometer. Dens maksimale nord-sydlige udstrækning er 8,5 kilometer, og dens vest-østlige udstrækning er 12,4 kilometer. Byens højeste punkt er 113,0 meter over havets overflade, og det laveste punkt er 20,5 meter over havets overflade.
Dinslaken grænser op til Duisburg-bydelen Walsum og Oberhausen mod syd og ligger cirka 13 km fra Wesel mod nordvest. 
Dinslaken og det omkringliggende område har altid været påvirket af  Rhinens skiftende kystlinjer som følge af oversvømmelser, jordskred, erosion og Rhinens flytninger.

## Historie
Udgangspunktet for Dinslakens historiske udvikling har sandsynligvis været en borg af træ som står på en jordhøj og er beskyttet af en palisade, der ligger på stedet for den nuværende borg. Navnet Dinslaken stammer fra dammene, Laken, der eksisterede i byen indtil 1950'erne. I det 12. århundrede blev Dinslaken først dokumenteret i en Jordebog.
I 1273 fik byen sine byrettigheder.
I 1288 kom borgen i Hertugdømmet Kleves besiddelse og tjente som en bastion på Rhinens højre bred mod ærkebiskoppen af Kölns besiddelser. 
Mechthild von Virneburg boede på Dinslaken Slot fra 1310 til 1338. Hun administrerede regionen Dinslaken med dens store landområder, domstole, gårde, haver og befolkning. Under hendes styre blev regionen Dinslaken betragtet som én samlet enhed.  

I middelalderen fungerede slottet som et af sæderne for greverne af Kleve, sæde for en foged eller senere som et administrativt center. Dinslakens handelsfolk koncentrerede sig i denne tid primært om produktion og salg af stof og linned.. 
Før 1433 blev nonneklosteret Marienkamp Kloster (Dinslaken) grundlagt. 1808 blev klosteret nedlagt.
I 1478 modtog Dinslaken sine markedsrettigheder og sluttede sig til Hanseforbundet i 1540.
Under Trediveårskrigen blev borgen Dinslaken erobret og brændt ned af Hollandske tropper i 1627, men blev senere genopbygget.
I 1770 blev slotstårnet alvorligt beskadiget af lynnedslag og borgen blev omdannet til sæde for den kirkelige finansforvatning. 
Byen Dinslaken nævnes første gang i posthistorien i 1668. Fra 1712 var der allerede en regelmæssig postvognsforbindelse]] fra Düsseldorf via Dinslaken til Wesel.
I 1753 blev. byen sæde for en kollegial domstol i hertugdømmet Kleve. I 1784 havde Dinslaken en befolkning på 870. Under den franske besættelse tilhørte Dinslaken Storhertugdømmet Berg og dannede i 1808 en by efter fransk model i kantonen Dinslaken, som tilhørte arrondissementet Essen i departementet Rhinen. Ud over selve byen 
Dinslaken tilhørte Hiesfeld og Walsum også Mairie Dinslaken.
Efter at Dinslaken faldt tilbage til Preussen efter Napoleonskrigene i 1814, blev Dinslaken-distriktet grundlagt i 1816. Mairie Dinslaken blev til Bürgermeisterei Dinslaken. 
Under Martsrevolutionen i 1848 blev der dannet en borgergarde for at opretholde ro og orden; den 4. maj besøgte prins William af Preussen (senere Wilhelm 1. af Tyskland) byen.
I 1850, under den industrielle revolution i Tyskland, blev der bygget en limfabrik, senere en tændrørsfabrik og i 1873 et jernstøberi. Dinslaken-slottet blev i 1853 erhvervet af familien de Fries, som etablerede landbrug og et destilleri der. Dinslakens økonomiske betydning kan primært ses i udviklingen af dens infrastruktur. I 1855 havde Dinslaken 1.752 indbyggere. Den 1. juli 1856, efter en byggeperiode på kun to år, blev Oberhausen-Dinslaken-strækningen af Holland-linjen sat i drift af Köln-Minden Jernbaneselskab, og som følge heraf blev diligencetrafikken indstillet. Byen Dinslaken vedtog den rhinske byforordning den 25. maj 1857. Siden da er der blevet skelnet mellem borgmesterembedet i Dinslaken og borgmesterembedet i Dinslaken-Land, som omfattede kommunerne Hiesfeld og Walsum og fortsat blev administreret fra Dinslaken.
Koleraudbruddet i 1866/1867 reducerede midlertidigt befolkningstallet. I 1871 boede der 2.147 mennesker i Dinslaken. 
I 1883 blev St. Vincent Hospital grundlagt, efterfulgt i 1890 af Dinslakens frivillige brandvæsen.  
I løbet af 1884 blev mere end 10.000 dyr præsenteret for første gang på Dinslakens kvægmarked, hvilket allerede havde givet økonomisk vækst i årene forinden og gjort Dinslaken til et centrum ved Niederrhein. 
I 1896 blev en ny byretsbygning færdiggjort, som senere også skulle tjene som rådhus.
I 1900 besluttede Dinslakens byråd at bygge et vand og et gas værk, samt at generhverve Dinslaken Slot, mens Dinslakens første sporvogn til Duisburg-Neumühl blev taget i brug. 
Tre år senere blev de første gadelygter installeret. 
I 1906 begyndte opførelsen af kulminen Lohberg. 1909 blev det tidligere slotskompleks omdannet til distriktskontor; Men før arbejdet kunne begynde, blev dele af kom.
I 1913 havde Dinslaken 10.000 indbyggere. Året efter producerede Lohberg-minen 27.000 tons kul.
Under 1. verdenskrig blev kvæghallen, der blev bygget i 1914, omdannet til en krigsfangelejr, og en ny togstation åbnede i 1916. 
I 1918, under den sidste fase af dn første verdenskrig, brød Novemberrevolutionen ud i Tyskland, hvilket førte til monarki]]ets afslutning. Der blev også dannet et arbejder- og soldaterråd i byen Dinslaken, og byrådet besluttede at danne en forsvarsstyrke. 
Under valget til Weimars nationalforsamling i 1919 førte konflikter med kommunistiske grupper til uroligheder i Dinslaken, som kulminerede i den tragiske nedskydning af en arbejder. Året efter besatte oprørske arbejdere og soldater under navnet "Den Røde Hær" byen; driftsdirektøren for Lohberg-minen blev offer for et attentatforsøg samme år. 
Da  Ruhr-distriktet blev besat af Frankrig og Belgien den 11. januar 1923 på grund af udestående erstatningsbetalinger efter Versailles-freden, marcherede belgiske tropper også ind i Dinslaken. Byen, økonomisk svækket af den stigende tyske inflation fra 1914 til 1923 og massearbejdsløshed, begyndte at trykke sin egen valuta samme år, men kort efter blev Rentenmarken også indført i Dinslaken. Imidlertid fortsatte den generelle uro, især i Lohberg; politiske mord fandt sted, og driften ved kulminen Lohberg ophørte.
I 1924 forlod de belgiske besættere Dinslaken, og kulminedriften i Lohberg blev genoptaget.

### Nationalsocialisme og 2. verdenskrig
I 1930 blev en en lokal afdeling af det Nationalsocialistiske tyske arbejderparti dannet, og kort efter blev Hitlerjugend organiseret. Som en modbevægelse blev Kampforbundet mod Fascismen grundlagt i 1931 med støtte fra KPD.
I 1933 samledes byrådet endelig uden medlemmer af KPD- og SPD-fraktionerne. Dette førte til begyndelsen på systematisk diskrimination af den jødiske befolkning, som officielt fik forbud mod at handle på kvægmarkederne i 1935. Under Krystalnatten den 9. november 1938 blev Dinslakens synagoge og det jødiske børnehjem ødelagt, ligesom virksomheder og hjem tilhørende jødiske borgere. Den jødiske skole blev lukket. Den følgende morgen blev 35 forældreløse børn fra Dinslaken sammen med en af deres lærere og undervisere bortvist fra byen foran en stor menneskemængde af byens borgere ved hjælp af en håndkærre skubbet af de ældste børn. Deres opholdssted er stort set ukendt den dag i dag. Deres prøvelser førte dem via Köln, Holland og Belgien.
Jødiske mænd under 60 år – mange af dem højt dekorerede soldater fra 1. verdenskrig– blev deporteret fra Dinslaken til 
koncentrationslejren Sachsenhausen og koncentrationslejren Dachau. Børnehjemsbygningen blev brugt af nazistpartiet i de følgende år – i dag er der en mindesten til minde om begivenhederne på dette sted. En skulptur af Dinslaken-kunstneren Alfred Grimm nær Dinslakens rådhus mindes også den såkaldte "jødiske procession", børneoptoget. Af de cirka 250 jøder, der engang havde boet i byen, var der ingen tilbage i 1942.
I 1940 under 2. verdenskrig blev Dinslaken mål for De Allieredes bombetogter. I 1944 var luftangrebene blevet næsten en daglig begivenhed og nåede deres midlertidige højdepunkt i juni, da de allierede bombeeskadriller bombede byen, døde 511 mennesker, heriblandt 40 tvangsarbejdere (kilde: Byarkiv, 22. marts 2005). I alt 739 civile og 165 tvangsarbejdere mistede livet i Dinslaken under 2. verdenskrig. Dinslaken blev mere end 80 procent ødelagt.Om morgenen den 24. marts 1945 rykkede den 79. amerikanske infanteridivision over Rhinen til Dinslaken og erobrede byen. Produktionen ved Lohberg-minen i det besatte Dinslaken blev genoptaget i april. Amerikanske tropper trak sig tilbage i maj. Dinslaken blev en del af den britiske besættelseszone.

Samtidig begyndte de første flygtninge fra de tyske østområder, der var besat af sovjetiske tropper, at søge et nyt hjem i Dinslaken.

### Efter 2. verdenskrig
I april 1946 blev de første frie og hemmelige valg til distriktsrådet afholdt. I september kunne Dinslakens borgere for første gang vælge et nyt byråd. I oktober blev der valgt en borgmester.
Efter at banatschwabere og kroatiske tyskere allerede havde bosat sig i Dinslaken i 1955, blev der i 1960 primært rekrutteret italienske gæstearbejdere, senere fulgt af grækere, koreanere og tyrkere.
I 1978 havde Dinslaken cirka 60.000 indbyggere.
Ved udgangen af 2005 blev kulminen Lohberg lukket.

## Dinslakens kirker
Sankt Vincentius sognekirke er en romersk-katolsk kirke i Dinslaken. Den er beskyttet af Sankt Vincent og er en fredet bygning. Oprindeligt var der kun ét kapel, første gang nævnt i 1390. I midten af det 15. århundrede blev der endelig bygget en separat sognekirke. Det var en sengotisk treskibet hallekirke. Kirken blev delvist ødelagt i 1945, og den resterende korstruktur blev indarbejdet i en udvidet rekonstruktion baseret på samtidige former.
Den nye murstenshal med fladt tag og dens parabolske korbue mod vest blev bygget mellem 1950 og 1951. De to østlige fag, konstrueret af feltbrændte mursten, og det østlige kor, opdelt i fem sider af en ottekant, fra den tidligere kirke blev indarbejdet. I den gotiske sektion blev gulvet hævet under nybyggeriet, og polygonen blev omdannet til et dåbskapel. 

Evangelische Stadtkirche Dinslaken stammer fra 1720. Den blev oprindeligt grundlagt i 1653, brændte ned i 1717, blev genopbygget og indviet i 1723. I 2000 blev kirken fuldstændig restaureret (fare for sammenstyrtning på grund af skader på fundamentet og tårnstrukturen) og har siden været åben for alle kirkegængere og interesserede.

## Kultur
Burghofbühne Dinslaken er en af fire statslige teatre i Nordrhein-Westfalen. Udover sit hovedsted  optræder ensemblet også med gæsteforestillinger i over 120 lokalsamfund i hele Nordrhein-Westfalen og bringer teaterkultur til befolkningen i mindre byer.
Burghofbühnes repertoire spænder fra klassiske skuespil til børne- og ungdomsteaterstykker.
Burgtheater Dinslaken er et friluftsteater ved siden af middelalderborgen, ikke langt fra bymidten. Tribunen har plads til cirka 1.800 tilskuere og er buet i en halvcirkel omkring den lavere scene. Udover forestillinger fra Statsteatret afholdes der også kabaretaftener og friluftskoncerter.
Museum Voswinckelshof er beliggende i den sidste tilbageværende adelsbolig i udkanten af Dinslakens gamle bydel. Museet
blev alvorligt beskadiget under bombningen af Dinslaken den 23. marts 1945. Efter omfattende renoveringer og en udvidelse har den nye permanente udstilling om byens historie været udstillet siden 2016. Den udforsker byens historie fra forhistorisk og tidlig historisk bosættelse gennem byudvikling til det 20. århundrede.
Dinslaken-Hiesfeld er hjemsted for to historiske møller:tårnmøllen på Sterkrader Straße og en vandmølle overfor Haus Hiesfeld. Begge er en del af Hiesfeld Møllemuseum, som åbnede i 1991 i bygningerne tilhørende Hiesfeld vandmølle. Udover det sædvanlige mølleudstyr og -værktøjer er der også forskellige møllemodeller udstillet. Skiftende udstillinger og arrangementer supplerer tilbuddene.
Resterne af det middelalderlige Dinslaken Borg er en del af det nuværende rådhus. Ved siden af borgn ligger Burgtheater, byens friluftsscene. Bollwerkkathe er en tidligere smedje, oprindeligt fra Hiesfeld-distriktet, bygget foran en bevaret del af den middelalderlige bymur lavet af brændte mursten, muren blev renoveret i 2007 og reddet fra forfald. Bymuren var oprindeligt 2,50 til 3 m høj. Af de gamle byfæstninger er kun Rittertor og et par dele af muren langs Rotbach-bækken tilbage.